# Pupazza frascatana

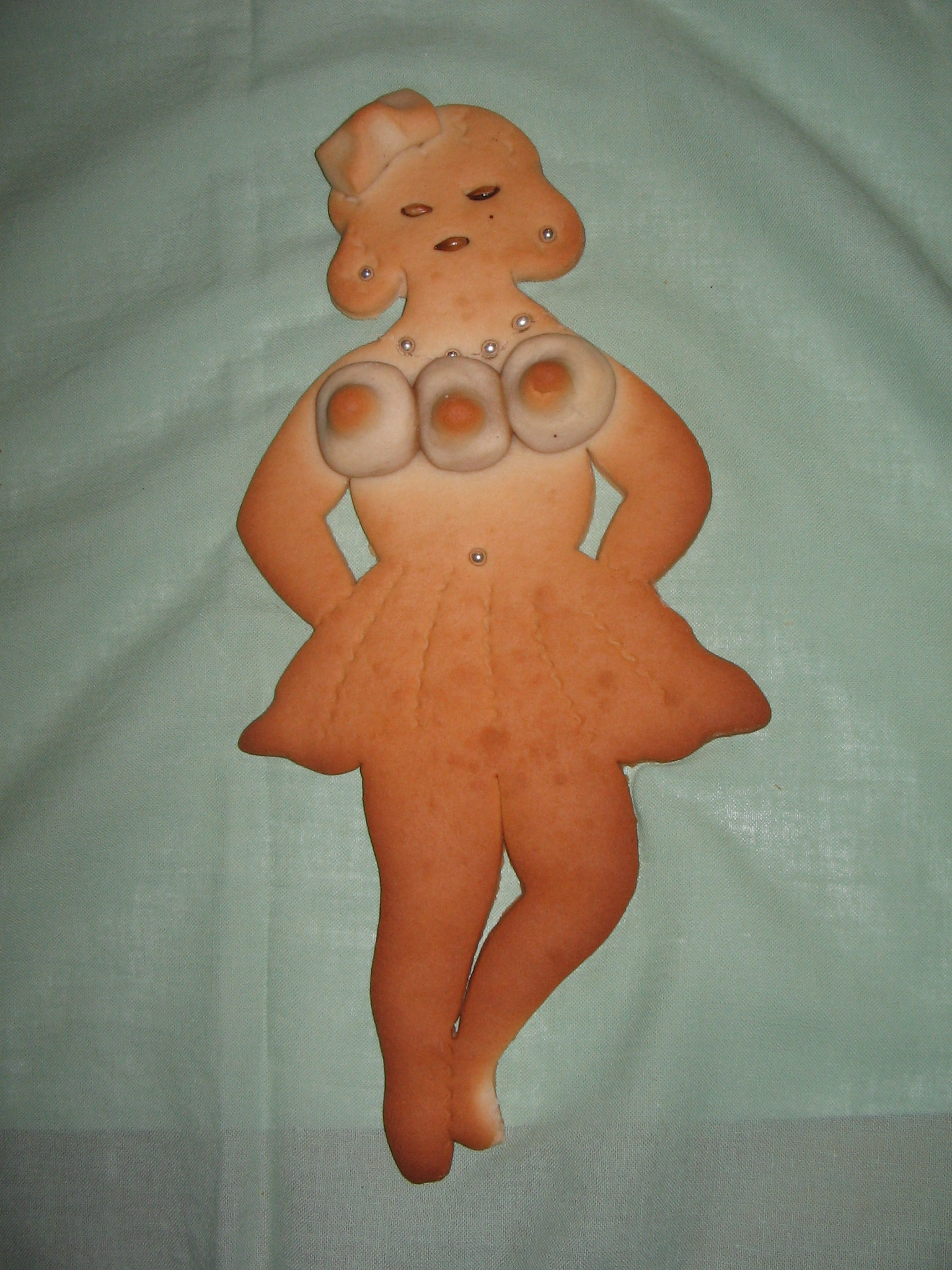
Una versión de la pupazza frascatana. Cada confitería prepara el dulce con un estilo propio.

La pupazza frascatana (‘muñeca de Frascati’) es un dulce tradicional de Frascati, en la provincia de Roma (Italia), reconocido como prodotto agroalimentare tradizionale del Lacio.
Se produce durante todo el año, y sus ingredientes típicos básicos son la harina de trigo, el aceite de oliva extra virgen, la miel mil flores de las Lagunas Pontinas y el aroma de naranja.
Representa a una mujer con tres pechos, usándose a veces para los ojos y la boca semillas de cebada.

## La leyenda
La leyenda asociada con la pupazza dice que representa a una mammana, la nodriza que cuidaba a los hijos de las mujeres que participaban en la vendimia. Esta mammana era capaz de amansar a los niños más nerviosos y caprichosos: a diferencia de sus colegas, los amamantaba con un pecho falso lleno de buen vino de Frascati. Por esto el dulce representa a una mujer con tres pechos: dos para la leche y uno para el vino.
Esta leyenda, nacida en la década de 1960, además de divertidamente relacionada con la viticultura, una de las mayores industrias de Frascati, se ha extendido en pocos años como patrimonio iconográfico local. En Italia se producen otros dulces con forma de muñeca, pero la pupazza frascatana es la única que representa a una mujer con tres pechos.